# Denbighshire
Denbighshire (en galés, Sir Ddinbych) es una autoridad unitaria de Gales (Reino Unido). Según el censo de 2021, tiene una población de 95 818 habitantes.

## Principales localidades (población en 2016)
- Bodelwyddan 1,854
- Cynwyd 611
- Denbigh 8,470
- Dyserth 2,364
- Henllan 870
- Llandyrnog 738
- Llangollen 3,465
- Meliden 1,962
- Prestatyn 16,957
- Rhuddlan 3,712
- Rhyl 25,621
- Ruthin 5,654
- St Asaph 3,308
- Trefnant 981[3]